# 주 광왕
주 광왕(周 匡王)은 주나라의 제20대 왕(재위: 기원전 612년 ~ 기원전 607년)이다. 성은 희(姬), 이름은 반(班)이다. 주 경왕의 아들이다.
| 전 임 아버지 경왕 임신 | 제20대 주나라의 왕 기원전 612년 ~ 기원전 607년 | 후 임 동생 정왕 유 |